# Loudenvielle
Loudenvielle – miejscowość i gmina we Francji, w regionie Oksytania, w departamencie Pireneje Wysokie. W 2013 roku populacja gminy wynosiła 242 mieszkańców. 
1 stycznia 2016 roku połączono dwie wcześniejsze gminy: Loudenvielle oraz Armenteule. Siedzibą gminy została miejscowość Loudenvielle, a nowa gmina przyjęła jej nazwę. 